# Jakob Christmann

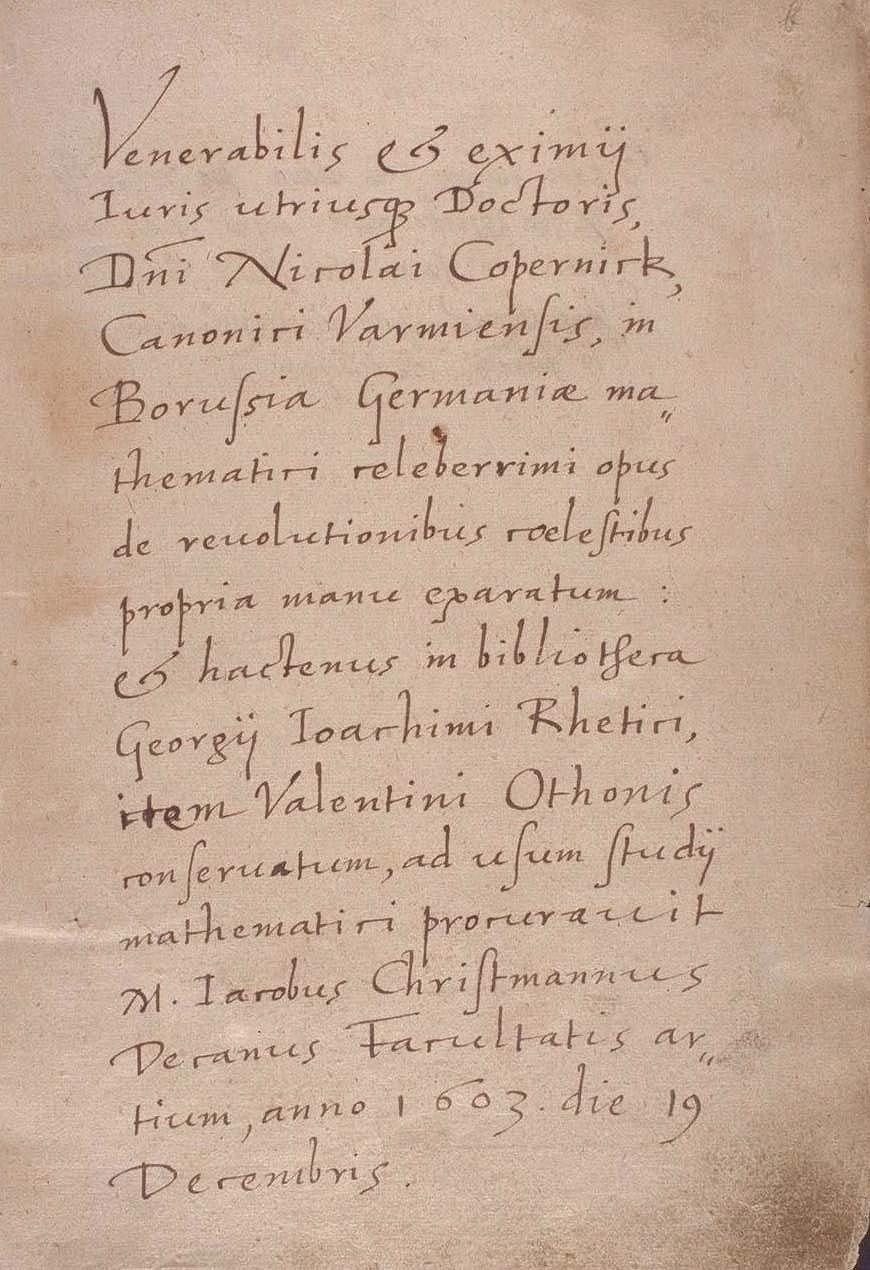
Nota de Christmann en el manuscrito De revolutionibus, 1603.

Jakob Christmann (Johannisberg (Rheingau), Geisenheim, noviembre de 1554 - Heidelberg, 16 de junio de 1613) fue un orientalista alemán, que también realizó trabajos en el campo de la astronomía.

## Vida

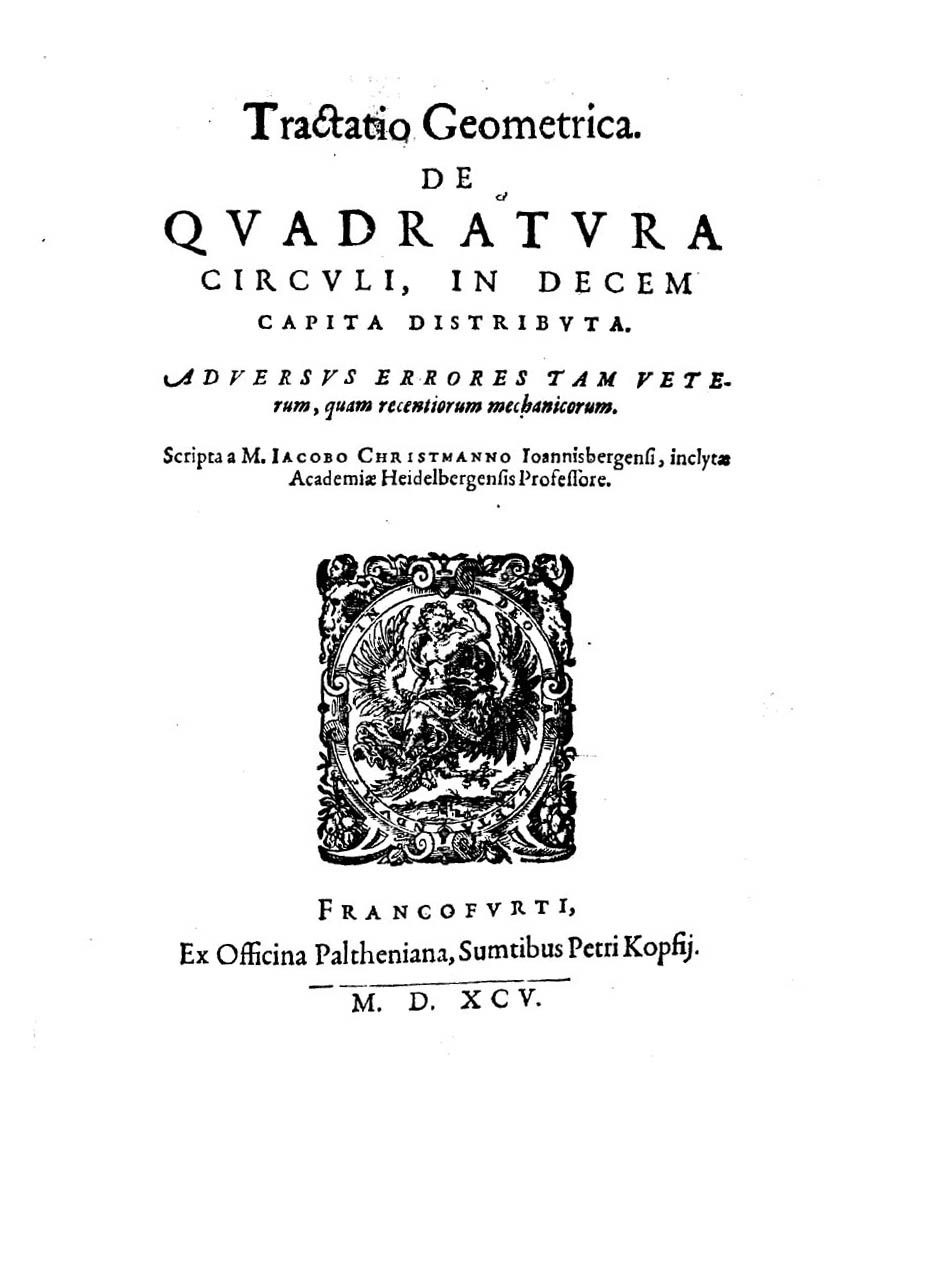
Tractatio geometrica de quadratura circuli, 1595.

Christmann era un judeoalemán que se convirtió al protestantismo antes de 1578. Estudió disciplinas orientales en el Collegium Sapientiae de la Universidad de Heidelberg y posteriormente fue profesor en el Dionysianum. Se fue a Basilea a estudiar con el humanista Thomas Erastus y después continuó sus estudios en Breslavia, Viena y Praga.
En  1578, el conde palatino John Casimir fundó el Casmirianum reformado en Neustadt an der Haardt. Christmann se incorporó al cuerpo de profesores del Casimirianum en 1582 y dedicó su gramática árabe Alphabetum arabicum a sus colegas de allí.
Luego que la fe reformada regresara al Electorado del Palatinado, en 1584 Christmann volvió a Heidelberg como profesor del Collegium Sapientiae. Tras algunas discusiones, en 1585 Christman fue designado profesor de hebreo en la Universidad. Compiló un catálogo con los manuscritos de Guillaume Postel (1510–1581). En 1590 publicó una traducción al latín de la astronomía de Al-Farghani. En 1609 y a petición del Elector Federico IV, fue designado el segundo profesor en Europa de idioma árabe.

## El manuscrito de Copérnico
Un manuscrito de la obra De revolutionibus de Nicolás Copérnico pasó via Rheticus a otros y fue marcado el 16 de diciembre de 1603 por Christmann con el texto Nicolai Copernick Canonici Varmiensis in Borussia Germaniae mathematici … ("de Canon Nicolas Copernic de Warmia en Prusia, Alemania, del matemático …"). Desde 1953 se halla en Cracovia en la biblioteca Jagielloniana (Signatur: Ms. BJ. 10 000), donde puede ser consultado en línea.

## Obras
- Alphabetum Arabicum cum isagoge Arabice legendi ac scribendi, Neustadt 1582
- Muhammedis Alfraganii Arabis chronologia et astronomiae elementa, Frankfurt 1590